# Plebiscyt Przeglądu Sportowego 1958
24. Plebiscyt Przeglądu Sportowego na najlepszego sportowca Polski zorganizowano w 1958 roku.

## Wyniki
1. Zdzisław Krzyszkowiak - lekkoatletyka (691 171 pkt.)
2. Jerzy Chromik - lekkoatletyka (576 935)
3. Janusz Sidło - lekkoatletyka (563 545)
4. Józef Szmidt - lekkoatletyka (397 374)
5. Edmund Piątkowski - lekkoatletyka (394 684)
6. Tadeusz Rut - lekkoatletyka (312 214)
7. Stefan Kapłaniak - kajakarstwo (289 540)
8. Zbigniew Pietrzykowski - boks (231 443)
9. Barbara Janiszewska - lekkoatletyka (175 281)
10. Jerzy Wojnar - saneczkarstwo i szybownictwo (64 479)